# Dorados de Sinaloa
Club Social y Deportivo Dorados de Sinaloa – meksykański klub piłkarski z siedzibą w mieście Culiacán, stolicy stanu Sinaloa. Występuje w rozgrywkach Liga de Expansión MX. Domowe mecze rozgrywa na obiekcie Estadio Banorte.

## Osiągnięcia

### Krajowe
- Copa MX

| zwycięstwo (1):     | 2012 (A) |
| drugie miejsce (0): | –        |

## Historia
Zaledwie pół roku po powstaniu klubu, zespół wywalczył mistrzostwo drugiej ligi w sezonie Apertura 2003 i został nagrodzony awansem do pierwszej ligi. Dorados byli najmłodszą, bo istniejącą zaledwie rok drużyną, która przystąpiła do rozgrywek Apertury 2004 w Primera División de México. Pierwszym trenerem drużyny w najwyższej klasie rozgrywkowej był Brazylijczyk Alexandre Guimarães, natomiast premierową bramkę w pierwszej lidze zdobył Jared Borgetti w przegranym meczu z Américą. Z Primera División Dorados spadli po sezonie Clausura 2006, kiedy o miejsce w meksykańskiej Primera División rywalizowali z San Luis. Rok później, w Clausurze 2007 zespół z Culiacán zdobył mistrzostwo drugiej ligi. W finale fazy play–off łącznym wynikiem 5:4 Dorados pokonali Club León, jednak wtedy do pierwszej ligi awansowała Puebla. W Aperturze 2007 i Clausurze 2008 zespół Dorados zostawał wicemistrzem Liga de Ascenso.

## Aktualny skład
Stan na 12 kwietnia 2025.
| Nr | Poz. | Piłkarz           |
| -- | ---- | ----------------- |
| 2  | OB   | Sebastián Yáñez   |
| 5  | OB   | Abraham Flores    |
| 6  | OB   | Lamonth Rochester |
| 7  | NA   | José Peralta      |
| 8  | PO   | Jair Cortés       |
| 9  | NA   | José Ramírez      |
| 10 | NA   | Emiliano Bonilla  |
| 12 | NA   | Arath Egaña       |
| 13 | BR   | Víctor Mendoza    |
| 14 | OB   | Felipe Félix      |
| 15 | PO   | Carlos Galicia    |
| 17 | PO   | César Castillo    |
| 18 | BR   | Carlos Higuera    |

| Nr | Poz. | Piłkarz              |
| -- | ---- | -------------------- |
| 19 | NA   | Daniel Vázquez       |
| 20 | OB   | David Osuna          |
| 22 | PO   | Manuel Carrillo      |
| 23 | OB   | Josué Reyes          |
| 25 | PO   | Jordan Rezabala      |
| 28 | OB   | Luis Ernesto Ruiz    |
| 30 | BR   | José Ignacio Castro  |
| 31 | PO   | Alan Ramos           |
| 32 | NA   | Leonardo Vargas      |
| 33 | NA   | Franco Neira         |
| 34 | PO   | Juan Martínez Valdéz |
| 35 | BR   | Luis Villegas        |